# Noyers-Bocage
Noyers-Bocage és un municipi francès situat al departament de Calvados i a la regió de Normandia. L'any 2007 tenia 1.135 habitants.

## Demografia

### Població
El 2007 la població de fet de Noyers-Bocage era de 1.135 persones. Hi havia 395 famílies de les quals 62 eren unipersonals (21 homes vivint sols i 41 dones vivint soles), 119 parelles sense fills, 198 parelles amb fills i 16 famílies monoparentals amb fills.
La població ha evolucionat segons el següent gràfic:
Habitants censats

### Habitatges
El 2007 hi havia 412 habitatges, 403 eren l'habitatge principal de la família, 3 eren segones residències i 6 estaven desocupats. 401 eren cases i 9 eren apartaments. Dels 403 habitatges principals, 317 estaven ocupats pels seus propietaris, 80 estaven llogats i ocupats pels llogaters i 6 estaven cedits a títol gratuït; 2 tenien una cambra, 20 en tenien dues, 49 en tenien tres, 104 en tenien quatre i 228 en tenien cinc o més. 327 habitatges disposaven pel capbaix d'una plaça de pàrquing. A 154 habitatges hi havia un automòbil i a 222 n'hi havia dos o més.

### Piràmide de població
La piràmide de població per edats i sexe el 2009 era:
| Homes | Edats   | Dones |
| ----- | ------- | ----- |
| 0     | 95 o +  | 0     |
| 0     | 90 a 94 | 4     |
| 4     | 85 a 89 | 0     |
| 4     | 80 a 84 | 4     |
| 12    | 75 a 79 | 28    |
| 20    | 70 a 74 | 20    |
| 12    | 65 a 69 | 8     |
| 20    | 60 a 64 | 16    |
| 8     | 55 a 59 | 20    |
| 20    | 50 a 54 | 28    |
| 32    | 45 a 49 | 28    |
| 32    | 40 a 44 | 28    |
| 40    | 35 a 39 | 52    |
| 32    | 30 a 34 | 24    |
| 28    | 25 a 29 | 28    |
| 12    | 20 a 24 | 20    |
| 32    | 15 a 19 | 28    |
| 48    | 10 a 14 | 16    |
| 52    | 5 a 9   | 32    |
| 24    | 0 a 4   | 20    |

## Economia
El 2007 la població en edat de treballar era de 721 persones, 562 eren actives i 159 eren inactives. De les 562 persones actives 524 estaven ocupades (264 homes i 260 dones) i 37 estaven aturades (17 homes i 20 dones). De les 159 persones inactives 55 estaven jubilades, 68 estaven estudiant i 36 estaven classificades com a «altres inactius».

### Ingressos
El 2009 a Noyers-Bocage hi havia 399 unitats fiscals que integraven 1.103,5 persones, la mediana anual d'ingressos fiscals per persona era de 18.131 €.

### Activitats econòmiques
Dels 40 establiments que hi havia el 2007, 1 era d'una empresa alimentària, 14 d'empreses de construcció, 8 d'empreses de comerç i reparació d'automòbils, 3 d'empreses de transport, 3 d'empreses d'hostatgeria i restauració, 1 d'una empresa d'informació i comunicació, 2 d'empreses de serveis, 5 d'entitats de l'administració pública i 3 d'empreses classificades com a «altres activitats de serveis».
Dels 18 establiments de servei als particulars que hi havia el 2009, 1 era una oficina de correu, 1 taller de reparació d'automòbils i de material agrícola, 4 paletes, 1 guixaire pintor, 4 fusteries, 2 lampisteries, 1 electricista, 1 empresa de construcció, 1 perruqueria i 2 restaurants.
Dels 2 establiments comercials que hi havia el 2009, 1 era una botiga de menys de 120 m² i 1 una fleca.
L'any 2000 a Noyers-Bocage hi havia 13 explotacions agrícoles que ocupaven un total de 456 hectàrees.

## Equipaments sanitaris i escolars
L'únic equipament sanitari que hi havia el 2009 era una farmàcia.
El 2009 hi havia una escola elemental integrada dins d'un grup escolar amb les comunes properes formant una escola dispersa.

## Poblacions més properes
El següent diagrama mostra les poblacions més properes.